# Сільський округ Шаменова
Сільський округ Шаме́нова (каз. Шәменов ауылдық округі, рос. Сельский округ Шаменова) — адміністративна одиниця у складі Жалагаського району Кизилординської області Казахстану. Адміністративний центр та єдиний населений пункт — село Шаменов.
Населення — 1033 особи (2021; 1193 у 2009, 1336 у 1999, 1030 у 1989).
Станом на 1989 рік існувала Айнакольська сільська рада (село Айнаколь).